# Планета монстров
«Планета монстров» (англ. Shadow Raiders) — анимационный телевизионный сериал произведённый «Mainframe Entertainment», показанный впервые в период с 1998 по 1999 год. Сериал создан по мотивам серии игрушек компании «Trendmasters» Война планет. Дизайн персонажей был разработан Бренданом МакКарти (Brendan McCarthy), дизайнером анимационного сериала «ReBoot». Всего было выпущено 2 сезона сериала.

## Сюжет
Основное действие сериала разворачивается в солнечной системе Кластер, состоящей из 5 планет: Лёд, Скала, Огонь, Кость и Ремора. Ремора является безжизненной планетой. Каждая из 4 обитаемых планет населена своим видом живых существ и обладает уникальным климатом и природными ресурсами, которых недостаточно для жизни на других планетах системы — так вода есть только на Ледяной планете, пригодные для еды растения и животные только на Костяной, топливо на Огненной, железная руда на Каменной и т. д. Дефицит ресурсов привёл к многовековой вражде и военным столкновениям между планетами Лёд, Скала, Огонь и Кость, сопровождающимися постоянными набегами за ресурсами с одной планеты на другую. В прошлом относительно времени развития основного сюжета были попытки созвать Совет четырёх планет для урегулирования конфликта, однако мирное соглашение не было достигнуто.
Сериал начинается со сцены последнего боя жителей планеты Тэк с силами Планеты монстров. Когда становится очевидно, что мир Тэк обречен, правитель планеты прощается со своей дочерью в надежде, что она сможет предупредить другие миры о надвигающейся опасности. Принцесса Тэкла с соратниками улетает с гибнущей планеты, наблюдая как монстры открывают червоточину в другую Звездную систему. Охрану принцессы монстры уничтожают. Планета монстров поглощает планету Тэк на глазах у Тэклы. Следуя за силами Планеты монстров Тэкла оказывается в Кластере. Преследуемая кораблями монстров и получив повреждения своего корабля, Тэкла терпит крушение на Ледяной планете.
Дальнейшие действия развиваются вокруг создаваемого Альянса четырёх планет, призванного отразить нападение Планеты монстров.

## Список серий

### 1 сезон: 1998
| # | По счёту | Название                                     | Дата премьеры |
| --- | -------- | -------------------------------------------- | ------------- |
| 1 | 1        | «Behold the Beast» Атака Монстров            | 16.9.1998     |
| С разрушением планеты Тэк единственная выжившая, принцесса Текла, сопровождаемая портативным компьютером Воксс, путешествует к другой системе, чтобы предупредить другие миры о надвигающейся опасности. Её корабль терпит крушение на Ледяной планете, где в тот момент разгорается бой между Королевским легионом короля Криоса и экспедиционной командой горной промышленности, участие в которой с целью добычи воды принимает и бывший военный Грейвхард. Воздушный отряд монстров начинает атаковать жителей обоих миров. Забыв о разногласиях, жители мира Камня и мира Льда противостоят общему врагу, но в живых остаются только Грейвхард, Тэкла и король Криос. Тэкла получает тяжелое ранение, спасая Грейвхарда. Союзники по битве решают создать Союз всех планет. Тем временем армада монстров вторгается в звёздную систему. |          |                                              |               |
| 2 | 2        | «On the Rocks» Планета Камня                 | 23.9.1998     |
| «Аврора», флагманское судно короля Криоса, прибывает к планете Камня, чтобы убедить лорда Мэнтла присоединиться к Союзу. Посчитав это оскорблением, лорд приказывает арестовать Грейвхарда, обвиненного в измене, а Ледяного Короля выслать с планеты Камня. Тем временем, Блокк, высший военачальник Монстров начинает вторжение на планету Камня. Джейд, начальник королевской стражи Мэнтла и старый друг Грейвхарда, освобождает его, и они бегут к центу управления боевыми лунами. Атака монстров отбита, но лорд все равно не желает присоединяться к Союзу. В ответ на отказ Грейвхарда служить только Каменной планете он изгоняет рудокопа Грейвхарда с планеты. Джейд не бросает своего друга и присоединяется к Союзу Планет. |          |                                              |               |
| 3 | 3        | «Born in Fire» Рождённые в огне              | 30.9.1998     |
| «Аврора» отправляется на планету Огня в надежде, что принц Пайрус присоединиться к Союзу. Препятствием становится великий визирь принца, старый враг Криоса, недоверяющий чужеземцам. Желая разом избавиться от врагов в ответ на просьбу о поддержке визирь предлагает Грейвхарду и королю Криосу пройти испытание через лавовые лабиринты. Тем временем Зира, дочь Криоса, спорит с молодым лордом, требуя отпустить её отца. В этот момент монстры нападают на планету Огня и принц получает ранение, которое к удивлению Пайруса почти мгновенно вылечивает Зира, благодаря способностям её народа. Юные монархи оказываются окружены монстрами, однако появившаяся Джейд спасает обоих. Грейвхард и Криос проходят испытание. Планета Огня присоединяется к Союзу.                                                                      |          |                                              |               |
| 4 | 4        | «Bad to the Bone» Плохой до самых костей     | 7.10.1998     |
| Союзники прибывают на планету Кости и обнаруживают там монстров. Император Фимор, высокомерный и эгоцентричный лидер, согласился приветствовать и монстров, и союзников на своей планете. Лэмпри и её агенты убеждает императора Кости выбрать их сторону. Король Криос, Грейвхарт, Джейд и принц Пайрус собираются покинуть планету. Но принц Огня полагает, что сможет договориться с Фимором. После предательства со стороны монстров император Костяной планеты присоединяется к Союзу. В крепости монстров Лэмпри говорит Блокку и Войду, что Тэкла ответственна за объединение миров. |          |                                              |               |
| 5 | 5        | «Wolf in the Fold» Волк в овчарне            | 14.10.1998    |
| На Ледяной планете проходит первое собрание оформившегося Союза, которое прерывается атакой монстров. Грейвхар находит это подозрительным, ибо атака была слабой без надежды на успех. Таков был план Лэмпри, которая проникла на базу Криоса. Она считает Грейвхарта сильным лидером, способным объединить Союз, и решает его уничтожить. Лэмпри уничтожает охрану, сильно повреждает Вокса и вселяется в тело Тэклы. Грейвхарт сразу замечает, что Тэкла ведет себя очень странно. Он раскрывает её при попытке его убить. Лэмпри в теле Тэклы бежит с планеты на корабле Фимора. |          |                                              |               |
| 6 | 6        | «Mind War» Война разума                      | 21.10.1998    |
| Союзники пускаются в погоню за флагманом Фимора. Тем временем разум Тэклы ведет отчаянную борьбу против Лэмпри. Аврора берет на абордаж корабль Фимора и, слабеющую из-за ментальных атак Тэклы, Лэмпри загоняют в угол. Союзникам нужно принять трудное решение — или убить Лэмпри вместе с Тэклой, или спасти Тэклу, изгнав Лэмпри. |          |                                              |               |
| 7 | 7        | «J'Accuse» Обвинение                         | TBA           |
| На Огненной планете находят убитого местного жителя и все улики указывают на Джейд. Её заключают под стражу, намереваясь казнить. В процессе поиска улик Пайрус, Грейвхарт и визирь попадают в ловушку Лэмпри. |          |                                              |               |
| 8 | 8        | «Blood is Thicker…» Ещё больше крови…        | 4.11.1998     |
| Леди Зира похищена. Ледяную планету атакуют монстры. Король Криос принимает решение отречься от престола. |          |                                              |               |
| 9 | 9        | «Rock and Ruin» Камни и руины                | TBA           |
| Делегация Союза прибыла на Каменную планету, чтобы снова убедить лорда Мэнтла объединиться против монстров. Фимор обманом убедил Тэклу украсть боевые спутники с орбиты. Воспользовавшись этим, армада монстров атаковала Каменную планету. |          |                                              |               |
| 10 | 10       | «Against all Odds» Вопреки всему             | 18.11.1998    |
| Преследуемый монстрами, корабль Зиры и Пайруса совершает аварийную посадку на Реморе. В поисках запчастей для звездолета Зира и Пайрус обнаруживают базу монстров. Принцу и принцессе приходиться лично столкнуться с командующим вооруженными силами монстров — Блокком. Тем временем Визирь объявил о исчезновении принца, и теперь союзники должны их найти до того, как народ Огня покинет Союз. |          |                                              |               |
| 11 | 11       | «Uneasy Hangs the Head» Отказ от лидерства   | 25.11.1998    |
| Грейвхарт в преддверии атаки на Ремору вспоминает свое военное прошлое и отказывается от лидерства в Союзе. Его друзья с ним не согласны. Серия состоит из флешбеков главных героев. |          |                                              |               |
| 12 | 12       | «Ragnarok: Part One» Решающая битва. Часть 1 | TBA           |
| Союзники начали крупномасштабную атаку на Ремору. Поначалу всё складывается довольно удачно, пока монстры не применяют своё секретное оружие — превращают Ремору в почти неуязвимую крепость с огромными пушками, против которых у союзников нет оружия. Фимор трусливо бежал и увёл с собой свою часть флота. Тем временем Тэкла, используя фрагменты полученной от Лэмпри информации ищет что-то в глубине планеты Льда, сама не зная что. |          |                                              |               |
| 13 | 13       | «Ragnarok: Part Two» Решающая битва. Часть 2 | 9.12.1998     |
| Положение союзников кажется безнадёжным. Флоты Ледяной и Огненной планет не могут ничего противопоставить боевой мощи Реморы, постепенно уступая. Когда стало очевидно, что катастрофа неминуема, орудие Реморы внезапно взрывается. Джейд, каким-то образом выпросив боевые спутники у Мэнтла, приводит их на орбиту Реморы, которые перевешивают ход схватки. Орудия Реморы оказываются слишком слабы против боевых спутников. Союзникам, найдя слабое место в обороне Реморы, удаётся запустить цепную реакцию и взорвать Ремору вместе со всеми монстрами. Войд телепортирует Блокка и Лэмпри с Реморы. Главные герои только начали радоваться победе, как буквально из Солнца выныривает Планета монстров и с одного выстрела уничтожает военный спутник. Союзники понимают, что война на самом деле только началась…                   |          |                                              |               |

### 2 сезон: 1999
| # | По счёту | Название                                                    | Дата премьеры |
| --- | -------- | ----------------------------------------------------------- | ------------- |
| 1 | 14       | «Worlds within Worlds» Миры внутри миров                    | 1999          |
| Планета монстров, уничтожив один боевой спутник направляется к ближайшей планете Огня, чтобы её поглотить. Из её глубин вместе с мощнейшими орудиями вырывается новая армада монстров, гораздо больше той, что была уничтожена с Реморой. К поискам Тэклы на Ледяной планете присоединяется Зира. Очередной выстрел Планеты монстров отразился от силовых полей главного боевого спутника и направился к Ледяной планете. Тем временем Тэкла и Зира находят в недрах планеты то, что так долго искали. Им оказывается странное сооружение с колоннами вокруг диска, которое является телепортом в сердце планеты — Мир машин («World engine»). При помощи ИИ древнего механизма они запускают планетарные двигатели, уводя планету из зоны поражения. |          |                                                             |               |
| 2 | 15       | «This is the Way the World Ends…» Так приходит конец света… | 1999          |
| Планета монстров начала атаку на планету Огня, перед ней оказываются беззащитны даже боевые спутники Каменной планеты. Ещё один боевой спутник уничтожен прямым выстрелом, после чего Грейвхарт приказывает им отступить. Огненный народ эвакуируется на луны планеты Камней. Единственным спасением Огненного мира становится запуск двигателей планеты, которые по сведениям Тэклы также есть на планете. Грейвхарт и Тэкла находят телепорт в мировой двигатель Огненной планеты, но монстры достигли его раньше и частично повредили двигатели Огненной планеты, лишив планету шанса избежать гибели. Визирь поняв, что Огонь обречен, прогоняет чужаков с планеты и направляет Огонь в другую сторону — на таран с Планетой монстров. По связи он даёт последние наставления принцу, увидев наконец в нём полноценного лидера Огня, признавая, что был не прав насчет его новых друзей, видя как они бьются за их мир до последнего. Визирь прощается, готовясь с гордостью принять свою гибель. Огонь врезается в огромный манипулятор Планеты монстров и с трудом оказывается поглощён. |          |                                                             |               |
| 3 | 16       | «Period of Adjustment» Период приспособления                | 1999          |
| Союз испытывает нехватку продовольствия. Фимор ищет возможность помириться с союзниками, пока его не убил собственный народ. После череды неудачных визитов к лидерам Союза, Фимор находит Пайруса и помирившись, император узнает о проблемах Союза с продовольствием и хочет выменить их решение на своё прощение. Не без сложностей Костяная планета снова присоединяется к Союзу. |          |                                                             |               |
| 4 | 17       | «Blaze of Glory» Блеск славы                                | 1999          |
| Блэйз, капитан охраны принца Пайруса, и несколько его людей захватывают боевой спутник, чтобы с его помощью уничтожить Планету монстров. Каменные люди устремляются в погоню, а навстречу выдвигается флотилия монстров. |          |                                                             |               |
| 5 | 18       | «Sandstorm» Песчаная буря                                   | 1999          |
| Союзники продолжают свой путь во вселенной в надежде спастись от монстров. По пути они находят планету покрытую сплошь песками, населённую отсталой расой солнечных и песчаных людей, которые считаются примитивными полуживотными, находящимися на положении рабов. Мировой двигатель на планете присутствует, но устройство телепортации повреждено песком. Леди Зира с помощью представительницы расы песчаных людей Зумы, которые обладают способностью к телепатии и телекинезу помогает ледяной принцессе достичь двигателя и увести планету прежде, чем её достигнут монстры. Песчаная планета присоединяется к Союзу. |          |                                                             |               |
| 6 | 19       | «Girls Night Out» У девушек выходной                        | 1999          |
| Грейвхарт предложил Джейд, Зире, Тэкле и Зуме взять выходной, чтобы расслабиться и получше узнать друг друга. К ним присоединяется Пэлвус. Джейд везет компанию в злачный бар на одном из боевых спутников. Туда же проникает Лэмпри, которая очень хочет свести счёты с Тэклой… |          |                                                             |               |
| 7 | 20       | «Timebomb» Мина замедленного действия                       | 1999          |
| Союзники обнаруживают с виду необитаемую Планету джунглей и решают использовать её, чтобы взорвать Планету монстров изнутри. Зума обнаруживает, что планета разумна. Из-за разросшихся корней растений планетарный двигатель находится в нерабочем состоянии. Через Зуму Союзники говорят растениям, что те обречены и просят разрешение использовать их планету как часовую бомбу. Растения согласны и передают Фимору часть себя, чтобы хоть что-то уцелело. Мировой двигатель через телепорт начиняют огромным количеством взрывчатки. Когда Планета монстров поглощала планету, та была уничтожена сокрушительным по мощности взрывом, но к ужасу Союзников, когда дым рассеялся они снова увидели невредимую Планету монстров. |          |                                                             |               |
| 8 | 21       | «Embers of the Past» Пепел прошлого                         | 1999          |
| По пути к туманности, где союзники надеялись скрыться от преследования, позади они внезапно обнаруживают остывшую Огненную планету, а на ней выжившего визиря. Огненный народ решил вернуться домой, но принц Пайрус не узнает своего старого друга. Тэкла обнаруживает, что обнаруженная ими планета совсем не то, чем кажется. Планета внешне выглядящая как поглощенная Планетой монстров планета Огня оказывается ловушкой. То, что осталось от визиря, пыталось убить Пайруса. Друзья Пайруса обратили действие посоха визиря против него самого. Визирь упал в расщелину и вызвал цепную реакцию, которая разрушила планету. Огненная планета взорвалась, попутно уничтожив флот монстров, но Пайруса удалось спасти. |          |                                                             |               |
| 9 | 22       | «Divided we Stand» Мы разделены, но не сломлены             | 1999          |
| Союзники обнаруживают объект, невидимый для сканеров, и решают его обследовать. Один корабль с Джейд и Фимором, другой с Грейвхардом и Криосом отправляются на разведку, но их сбивают на разных сторонах планетоида. Им оказывается старая планета-тюрьма, служившая местом ссылки самых опасных преступников со всех четырёх планет. Сейчас за власть над ней воюют группировки Джулии и Стэрнума. Едва Пайрус, вылетевший на подмогу друзьям долетает до неё, планета исчезает. |          |                                                             |               |
| 10 | 23       | «Nor Iron Bars a Cage» Ненадёжная клетка                    | 1999          |
| Стэрнум рассказывает Джейд, что он является родным братом Фимора, которого ранее Фимор сверг и отправил в тюрьму. Попутно выясняется, что на планете тоже имеется мировой двигатель, но несколько иной, чем на других планетах — он позволяет мгновенно телепортировать планету в любую точку вселенной, и контролирует его Стэрнум. Тем временем Лорд Мэнтл плетет интриги, намереваясь в отсутствие Гревхарта и Криоса захватить власть над Союзом, и к ужасу Тэклы, Пайруса и Зиры добивается своего в результате предательства Джейд. |          |                                                             |               |
| 11 | 24       | «Death of a King» Смерть короля                             | 1999          |
| Лорд Мэнтл, упиваясь полученной властью, направил боевые спутники на тщетные попытки уничтожения Планеты монстров. Воспользовавшись этим, монстры атакуют Каменную планету и оккупируют её. Блокк лично в рукопашной схватке убивает Мэнтла. |          |                                                             |               |
| 12 | 25       | «The Long Road Home» Долгая дорога домой                    | 1999          |
| Джулия захватывает Джейд в плен. Стэрнум, Грейвхарт и Криос объединяются против Джулии. Зира, Тэкла и Пайрус бегут из плена монстров. Их едва не уничтожают, но внезапно захватчикам поступает приказ об отступлении на Планету монстров, поскольку начинается поглощение Каменной планеты. Планета-тюрьма появляется на орбите Каменной планеты перед самым началом атаки Планеты монстров. Стэрнум принимает тяжелое для него решение пожертвовать планетой-тюрьмой, навсегда телепортировав с её помощью Планету монстров в другую, отдалённую часть вселенной. |          |                                                             |               |
| 13 | 26       | «Ascension» Восхождение                                     | 1999          |
| Монстры побеждены. На Каменной планете проходят торжественные похороны Лорда Мэнтла. Джейд, несмотря на первоначальные возражения Зиры, Пайруса и Тэклы, принимает решение занять трон Каменной планеты. Но оставшийся на планете Блокк захватывает управление планетарным двигателем Каменной планеты, направляя планету к ближайшей звезде. В финальной схватке в центре управления мировым двигателем сходятся в рукопашную Грейвхарт и Блокк, пока Криос и Тэкла пытаются восстановить управление двигателем планеты, чтобы избежать столкновения со звездой. В ходе схватки Блокк погибает. Джейд возвращает гражданство Грейвхарту. Все народы рады наступлению долгожданного мира. В последней сцене где-то в отдалённой части вселенной Планета монстров поглощает Планету рептозавров. |          |                                                             |               |

## В ролях
- Donna Yamamoto (Татьяна Шагалова) — принцесса Тэкла
- Paul Dobson (Александр Новиков) — Грейвхарт
- Mark Oliver (Сергей Чекан) — король Криос
- Enuka Okuma (Жанна Никонова) — Джейд
- Matt Hill (Андрей Бархударов) — принц Пайрус
- Scott McNeil (Александр Новиков) — Пелвус
- Scott McNeil — Блокк
- Jim Byrnes (Борис Быстров) — визирь с планеты Огня
- Gary Chalk (Борис Быстров) — император Фимор
- Tasha Simms (Татьяна Шагалова) — Лэмпри
- Blu Mankuma (Борис Быстров) — лорд Мэнтл
- Tegan Moss (Татьяна Шагалова) — леди Зира
- Janyse Jaud (Жанна Никонова) — Джулия
- Ellen Kennedy (Татьяна Шагалова) — Зума
- John Payne (II) — Стэрнум

Фильм озвучен фирмой « СВ-Дубль» на тон-студии «Мосфильм» по заказу телесети ТНТ в 1999 году.

## Факты
- Лэмпри в оригинале говорит с сильным русским акцентом.[1]